# سلاتين أسجاروفا
سلاتين عزيز قيزي أسجاروفا (تكتب أيضاً سلاتين أسكاروفا؛ (بالأذرية: Salatın Əziz qızı Əsgərova)‏؛ 16 ديسمبر 1961-9 يناير1991) هي بطلة قومية أذريبجانية. هي صحفية ضمن الصحفيين الأذربيجانين المقتولين في حرب قرة باغ الأولى.

## حياتها

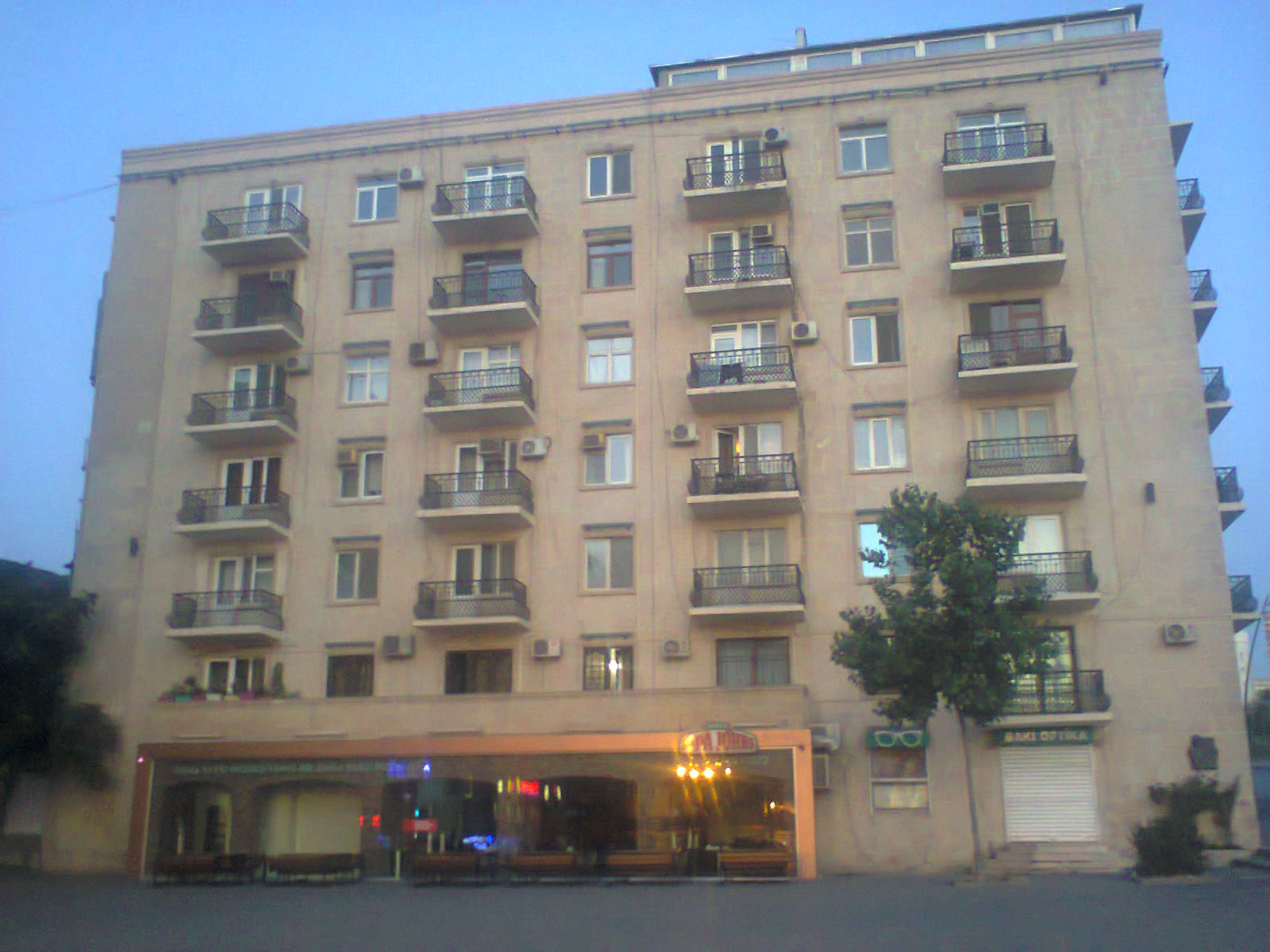
المبنى سكني في باكو الذي كانت تسكنه أسجاروفا

وُلدت سلاتين عزيز قيزي أسجاروفا في 16 ديسمبر 1961 في باكو، أذربيجان. التحقت بجامعة أذربيجان للنفط والكيمياء، بعد أن أنهت المدرسة الثانوية. لكن شغفها الكبير بالأدب دفعها لتدخل مجال الصحافة. بدأت مهنتها الصحفية في جريدة «باكو»، ثم بدأت العمل كمراسلة خاصة لمولوديج أذربيجان (شباب أذربيجان). قبل اندلاع حرب قرة باغ الأولى، كتبت سلاتين عن قضايا المجتمع المعاصرة. لكن بعد اندلاع الحرب، زارت سلاتين خط المواجهة بشكل مستمر وقدمت تغطية صحفية من النقاط الساخنة. حاولت عائلتها وزملاؤها إقناعها بعدم الذهاب إلى خطوط المواجهة وتُعرض حياتها للخطر. لكنها عادةً كانت ترد على مثل هذه العبارة بقولها: «إذا لم يذهب أحد، فمن سيفعل؟»

### حرب قرة باغ الأولى
في 9 يناير 1991، كانت الصحفية البالغة من العمر 29 عامًا في طريقها إلى مدينة شوشا لإعداد تقريراً مصوراً للصحيفة. وعند الكيلومتر 6 على طريق لاتشين - شوشا السريع، وبجوار قرية بويوك جالاداراسي، أطلق مسلحون أرمن النار على السيارة التي كانت تسافر عليها من مسافة قريبة من مدافع رشاشة وبنادق قنص. وجد المحققون 113 ثقباً صنعته الرصاصات في السيارة. نتيجة للهجوم، توفيت سلاتين أسجاروفا في الحال. كما قُتل أيضاً في الهجوم ثلاثة ضباط عسكريين وهم (المقدم و. لاريونوف، الرائد آي. إيفانوف والرقيب آي. جوييك) من الجيش السوفيتي المرافق لها. حُددت هوية المهاجمين - أرنو مكرتشيان، هراتشيك بتروسيان، ا. مونجساجيان وجاريك أروستاميان - وقُبض عليهم. وأُفرج عنهم فيما بعد وتم تسليمهم إلى السلطات الأرمينية.

## تخليد ذكراها
- حمل شارع باكو وسفينة في بحر قزوين اسمها.
- أقيم نصب تذكاري في ذكراها في جامعة تفكور في باكو.
- مُنحت لقب البطل القومي بعد وفاتها. ودُفنت سلاتين في حارة الشهداء في باكو.[5]